# NGC 4539
NGC 4539 је спирална галаксија у сазвежђу Береникина коса која се налази на NGC листи објеката дубоког неба.
Деклинација објекта је + 18° 12' 10" а ректасцензија 12h 34m 34,6s. Привидна величина (магнитуда) објекта NGC 4539 износи 12,0 а фотографска магнитуда 12,9. NGC 4539 је још познат и под ознакама UGC 7735, MCG 3-32-71, CGCG 99-92, PGC 41839.